# Frigyes Schulek
Frigyes Schulek (Pest, 19 de noviembre de 1841-Balatonlelle, 5 de septiembre de 1919) fue un arquitecto húngaro, profesor de la Universidad Técnica József y un miembro de la Academia Húngara de Ciencias (en húngaro: Magyar Tudományos Akadémia).

## Educación
Schulek nació en Pest y empezó la escuela en Buda. Su madre era Auguszta Zsigmondy. Su padre Ágost Schulek tenía un puesto en el Ministerio de Finanzas de Lajos Kossuth. La familia Schulek acompañó al gobierno de Kossuth en su vuelo a Debrecen durante la Revolución húngara de 1848, después volvió a la capital. Después de la supresión de la lucha por la independencia, Ágost Schulek fue declarado persona non grata, y la familia retornó a Debrecen.
Graduándose en 1857, Frigyes Schulek se enroló en el Politécnico de Buda (Universidad Técnica József), donde recibió su diploma en 1861. Después atendió a la Academia de Bellas Artes de Viena (Akademie der bildenden Künste) en Viena.
Se convirtió en miembro de «Wiener Bauhütte» donde estudió a las órdenes de Friedrich von Schmidt, quien influenció profundamente en su posterior interés por la arquitectura de la Edad Media.
En 1866 trabajó brevemente en la restauración de la catedral de Ratisbona, visitando luego Francia e Italia.
A partir de 1871 enseñó dibujó arquitectónico en la Escuela de Arte de Budapest, donde, como colega de Imre Steindl, colaboró en el diseño del Ayuntamiento de Pest. En 1872 fue seleccionado como arquitecto de la recién fundada Comisión Provisional de Monumentos (Műemlékek Országos Bizottság), después llamada Comisión Nacional de Monumentos, la primera organización húngara independiente en esta materia. En ella coordinó la reconstrucción y restauración de castillos e iglesias medievales.

## Iglesia de Matías

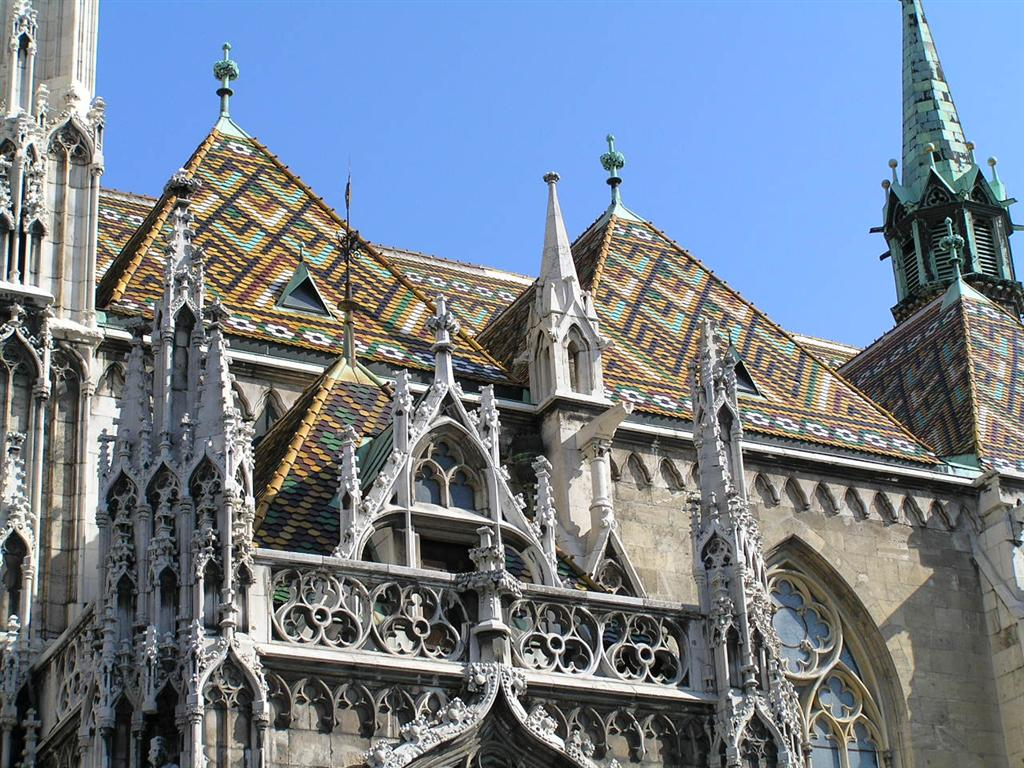
Patrón del tejado diseñado por Schulek para la restauración de la Iglesia de Matías.

Entre 1874 y 1896 Schulek reconstruyó la iglesia de Nuestra Señora en el castillo de Buda, que generalmente es considerada su obra maestra. Datada de 1247, el edificio fue utilizado para la coronación de Carlos I en 1309; ahora es conocida como Iglesia de Matías (Mátyás Templom), en honor al rey Matías, quien añadió capillas laterales y un oratorio en 1470.
En el transcurso de la planificada reconstrucción, hizo un estudio de campo de la iglesia gótica para exponer la variación de los elementos originales del edificio hasta conocer cómo había sido construida, reconstruida y agrandada con el tiempo. Construida originalmente en un primitivo estilo gótico francés, había sido destruida en un incendio en 1526, y reabierta como mezquita en 1541. Después del periodo otomano y su reconversión en iglesia en 1586, los franciscanos primero, y los jesuitas después, habían mantenido el edificio. En lugar de elegir un particular periodo histórico mientras conservaba la evidencia de su primera y última apariencia, como es la práctica moderna, Schulek prácticamente construyó una iglesia nueva, sin preservar las variadas interpretaciones históricas, y hubo casi remplazado y modificado cada piedra. En la fachada occidental y en la espira, donde no pudo encontrar evidencias documentales que pudieran asistirle, detalló sus propios nuevos diseños, hasta el punto que el edificio que se levanta en la actualidad es casi enteramente de su creación.

## Obras arquitectónicas

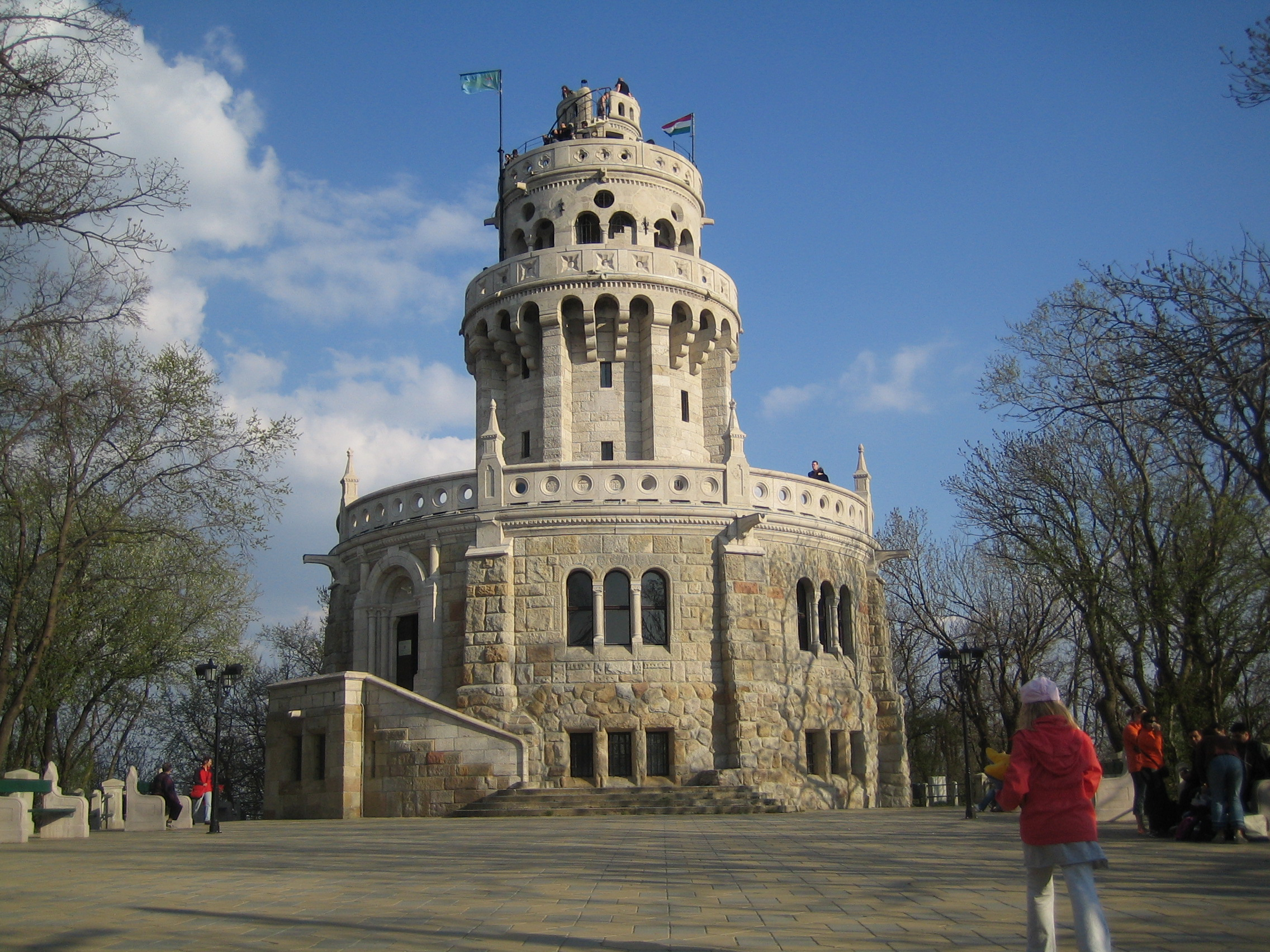
Torre Mirador Erzsébet en Jánoshegy, una de las obras que se conservan de Schulek

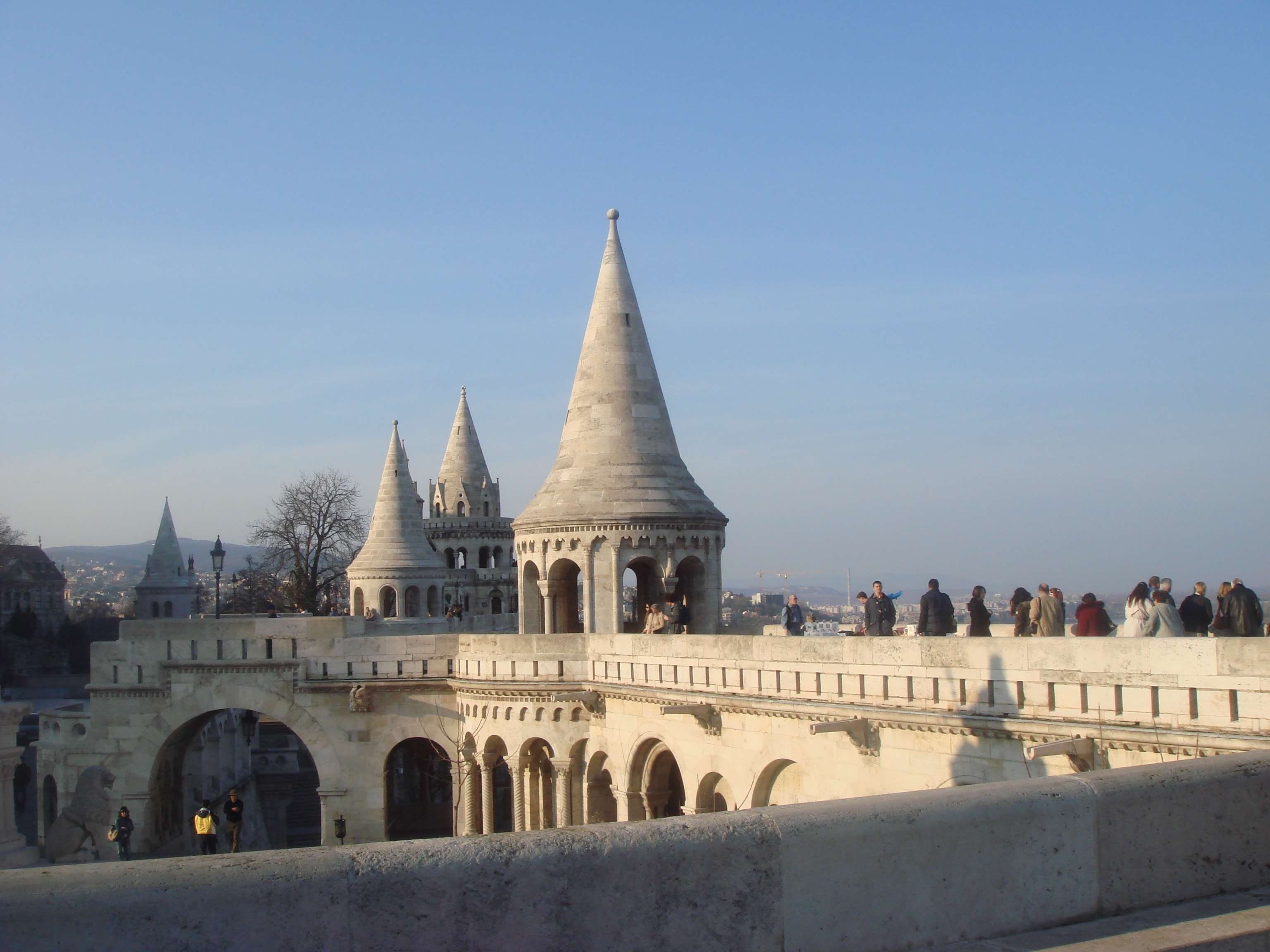
Paseo en alto del Bastión de los Pescadores.

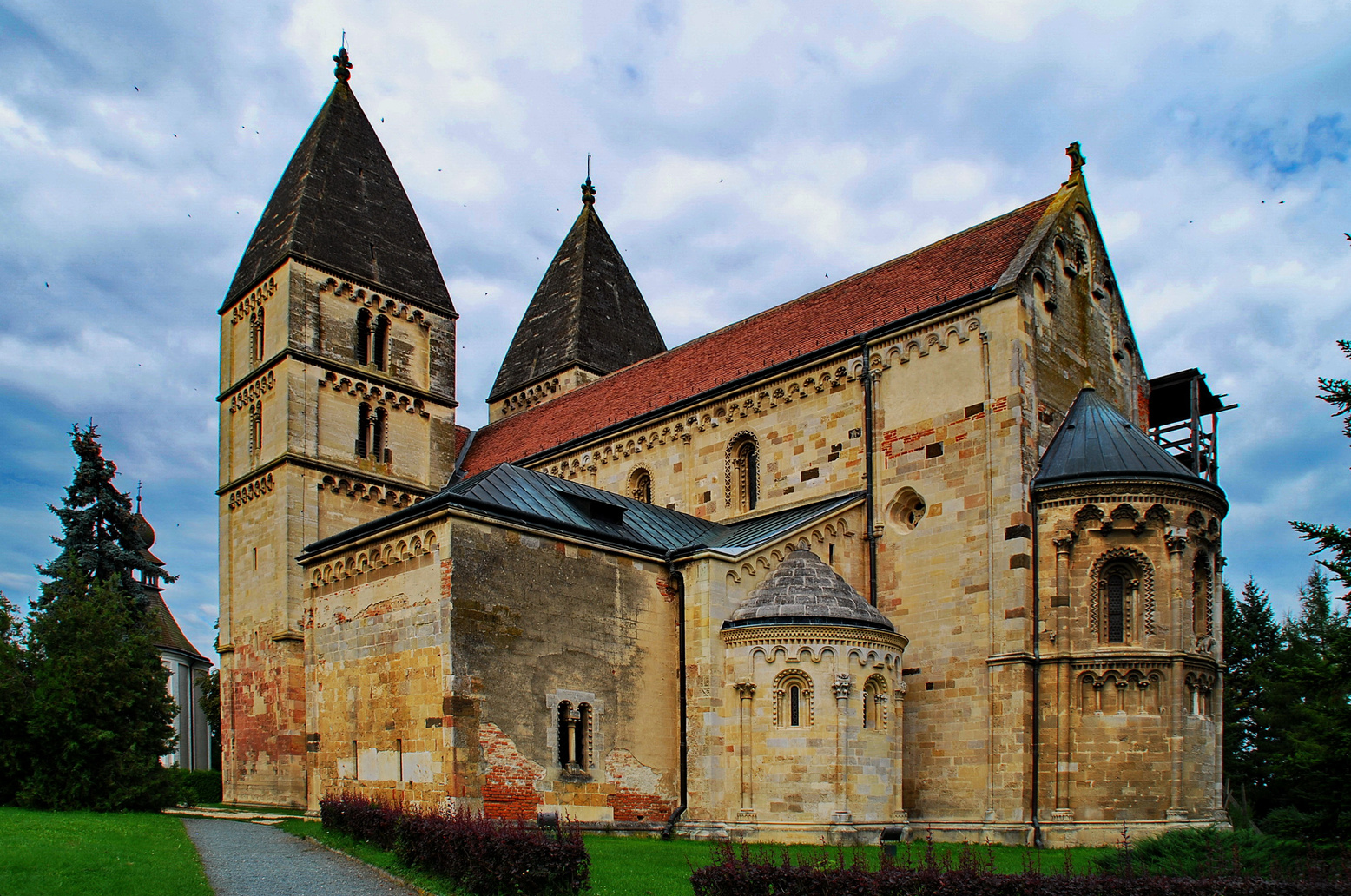
Frigyes Schulek fue decisivo en la restauración de la iglesia de Ják.

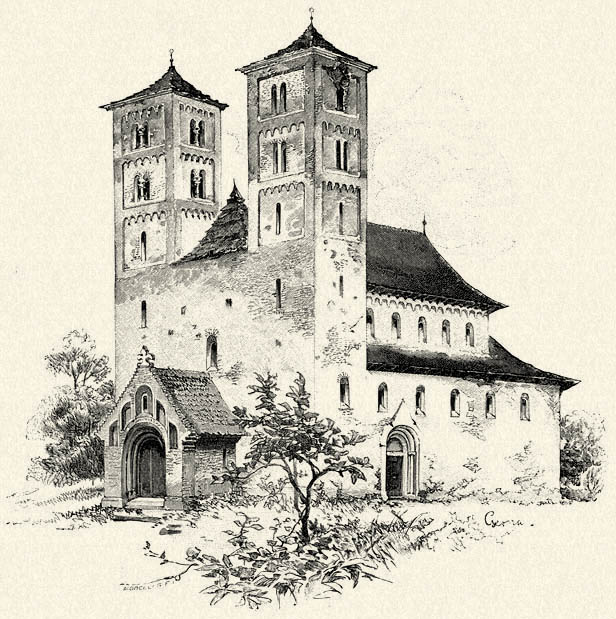
Iglesia Calvinista Reformada en Acâş.

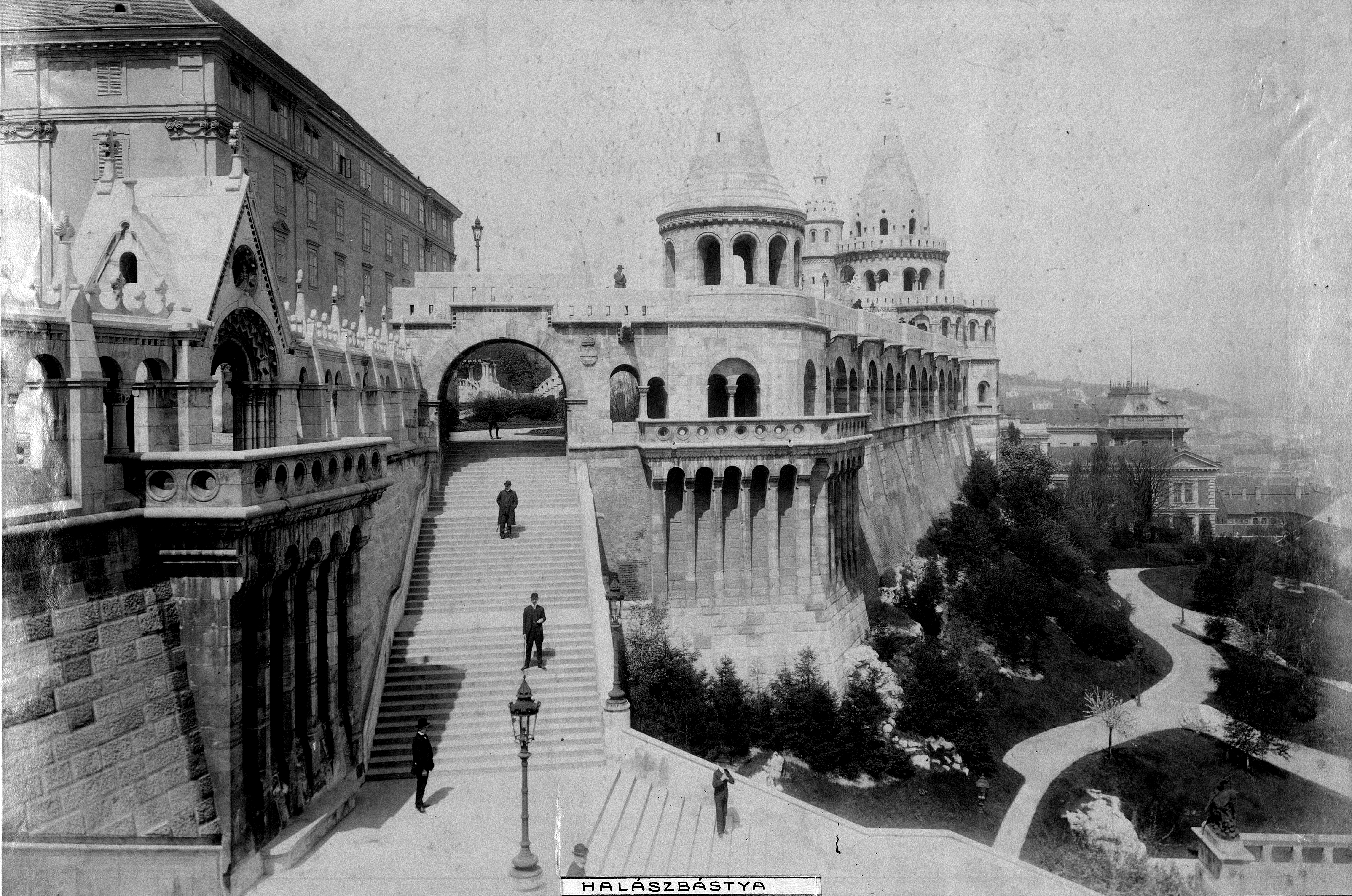
La representativa escalera de Schulek, que ahora lleva el nombre del arquitecto, data de alrededor de 1907

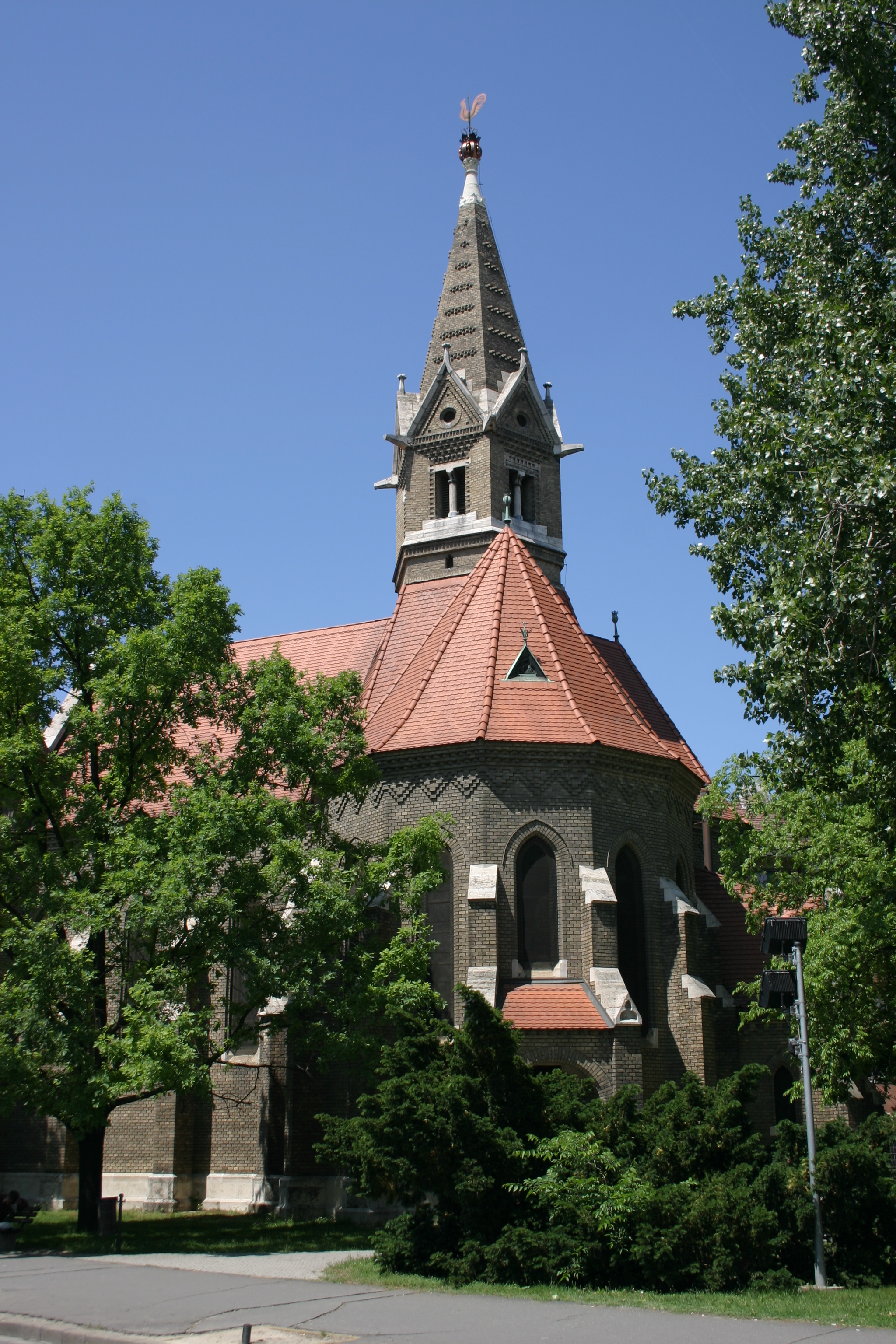
Iglesia Reformada del Gallo de Szeged (1884)

- Restauración de muchos monumentos arquitectónicos medievales:
  - Reconstrucción neogótica de la Iglesia de la Asunción en Budavár (iglesia de Matías) (1873-1896);
  - iglesia de Ják, iglesia del siglo XIII;
  - capilla de Spišský Štvrtok;
  - iglesia en Sabinov;
  - ayuntamiento de Lőcse (ahora Levoča, Eslovaquia);
  - reconstrucción de la torre de la iglesia de San Nicolás de Bari en Prešov;
  - Otras restauraciones incluyen  las iglesias de Ákos (ahora Acâș en Rumania), Karcsa y Pozsony (ahora Bratislava, Eslovaquia).

- Obras construidas según sus planos, en su mayoría de estilo Neorrománico:
  - 1880-1883: Iglesia Reformada Calvinista  en Szeged en estilo gótico del norte de Alemania;
  - 1894: antigua mansión de Csabd;
  - 1860-1863: Iglesia Católica del Verso;
  -  ?-1903: Bastión de los Pescadores (Halászbástya) en Budapest (neorrománico), que se ha convertido en un icono de la ciudad;
  - 1895-1903:  corredores, terrazas y torres para conectar partes todavía existentes de la fortaleza en la colina detrás de la Iglesia de Matías.
  - 1908-1910: torre mirador de Isabel en la colina de János, en Budapest.

Su diseño de 1909 para la iglesia Votiva de Szeged (Fogadalmi templom), una estructura de dos espiras con fachadas de ladrillo rojo y adornos de piedra blanca, fue modificado por Ernő Foerk, y la construcción terminada para 1930.

## Cátedra
En 1903, siguiendo a la muerte de Imre Steindl, Schulek fue elegido profesor de arquitectura medieval en la Universidad Técnica de Budapest, un puesto que sostuvo hasta 1913. Se convirtió en miembro correspondiente de la Academia Húngara de Ciencias en 1895 y fue hecho miembro honorario en 1917.

## Reconocimientos y premios
- 1883: Orden imperial de Francisco José.
- 1884:  Consejo Real.
- 1895:  miembro correspondiente de la Academia de Ciencias de Hungría.
- 1907:  Hofrat.
- 1914:  doctorado honorario de la Universidad Técnica de Budapest.
- después de 1916:  Pro litteris et artibus.
- 1917:  miembro honorario de la Academia de Ciencias de Hungría.
- 2021:  un asteroide nombrado en su honor: (541571) Schulekfrigyes.

## Gallería de imágenes

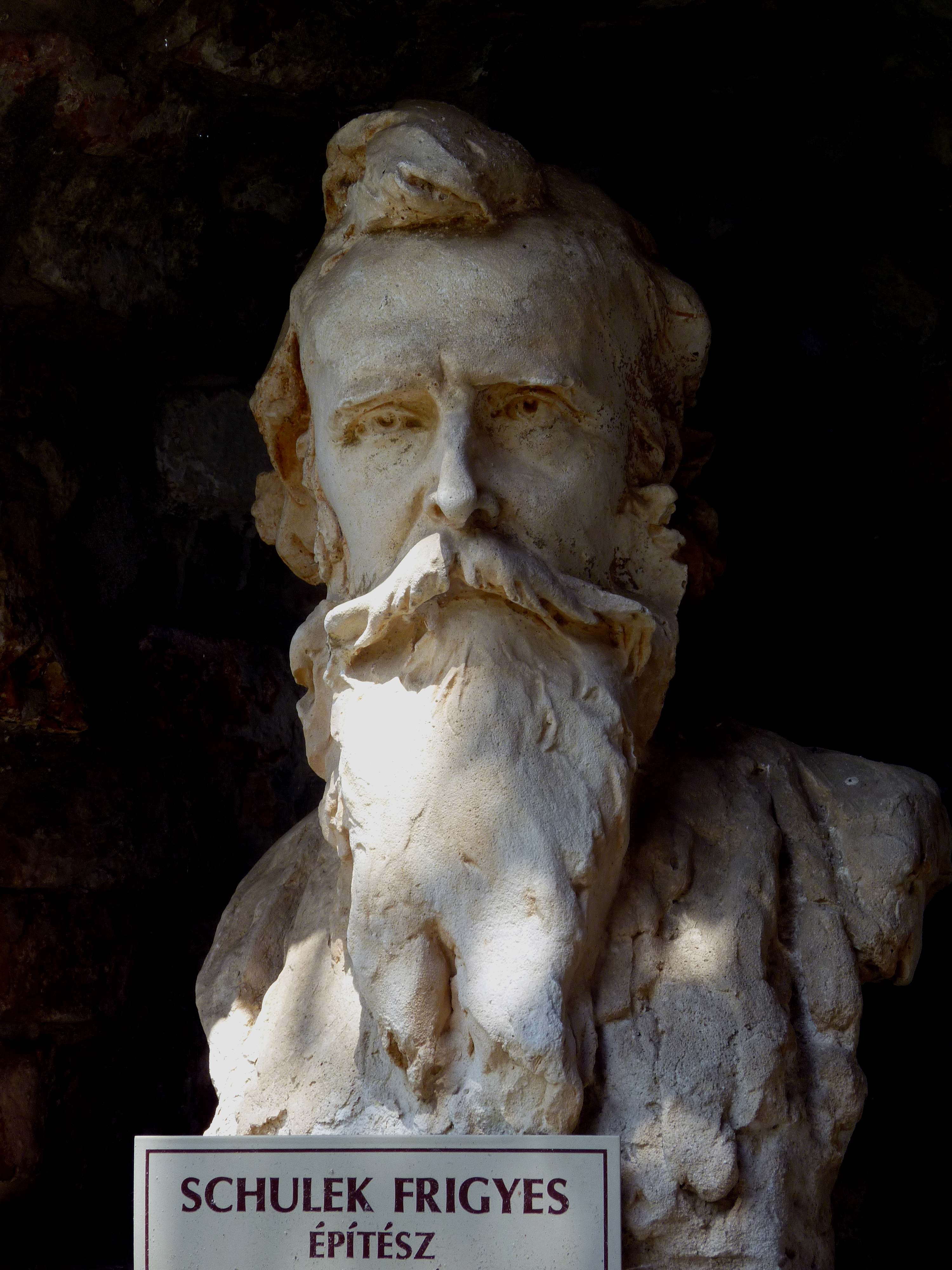
Busto de Schulek Frigyes (castillo de Bory, Székesfehérvár)
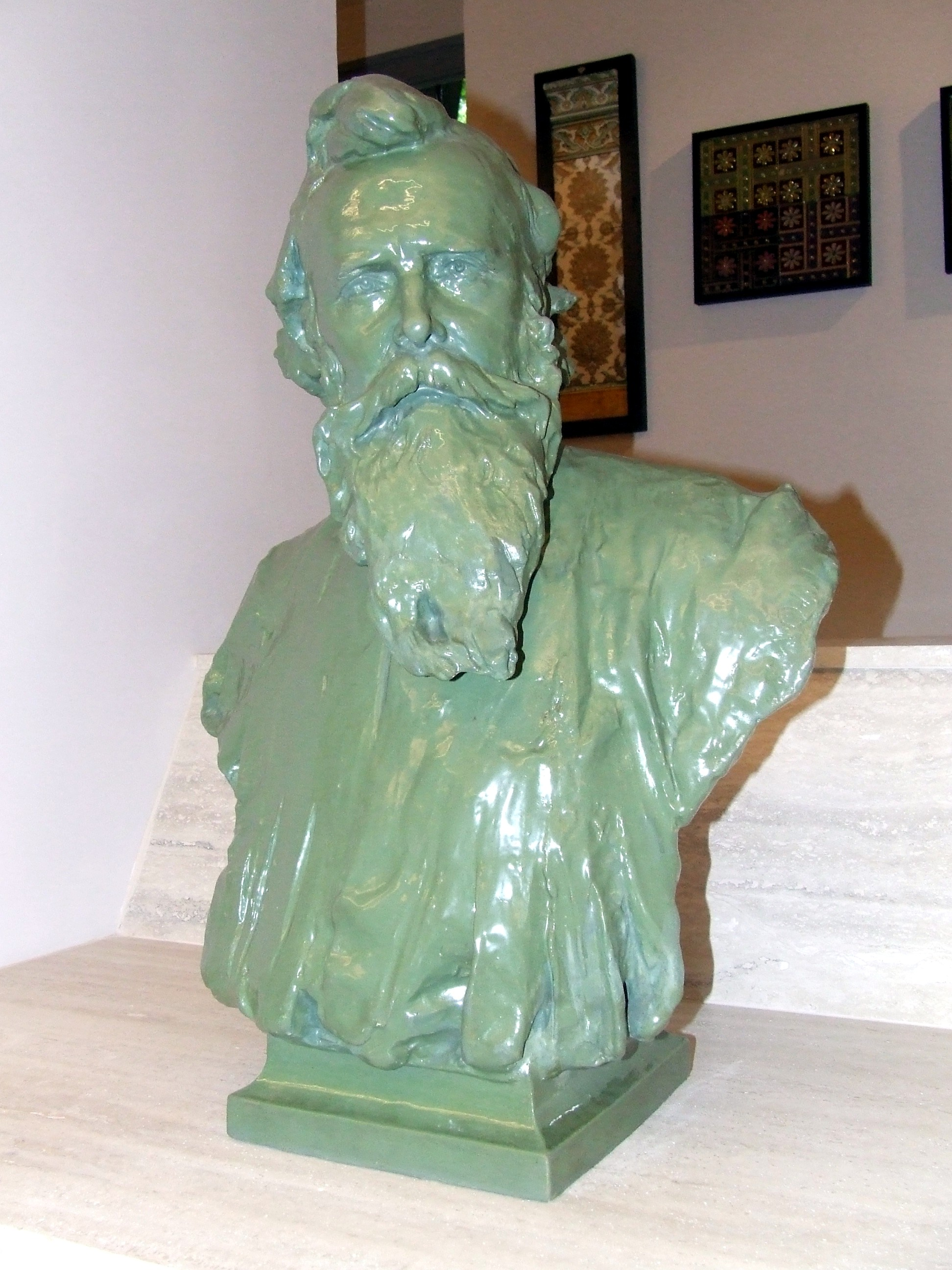
Busto de Schulek Frigyes en el Museo Zsolnay de Pécs, obra de Strobl Alajos (ca. 1907)
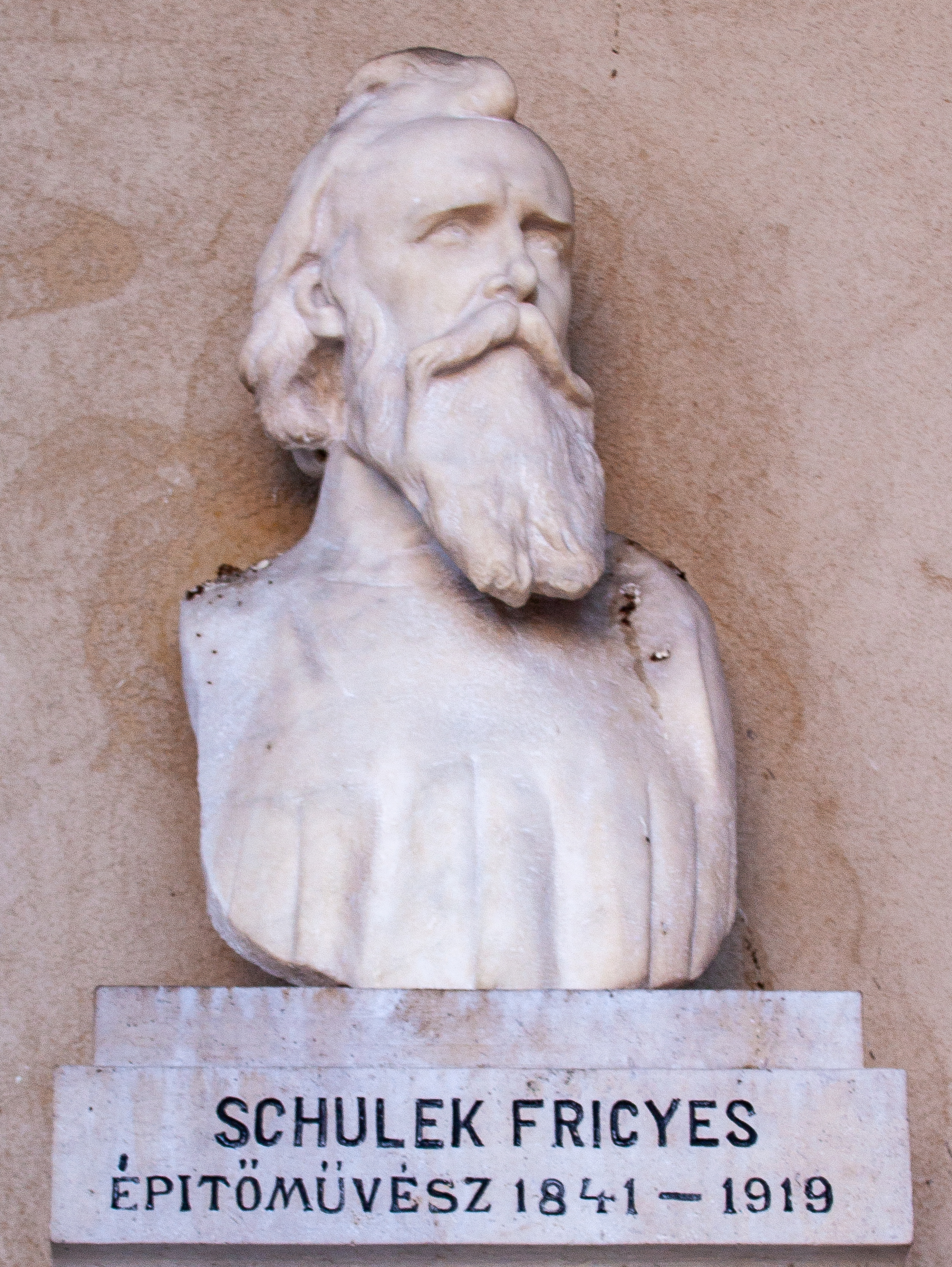
Busto de Schulek Frigyes en el National Memorial Hall de Szeged (escultura de Alajos Stróbl)
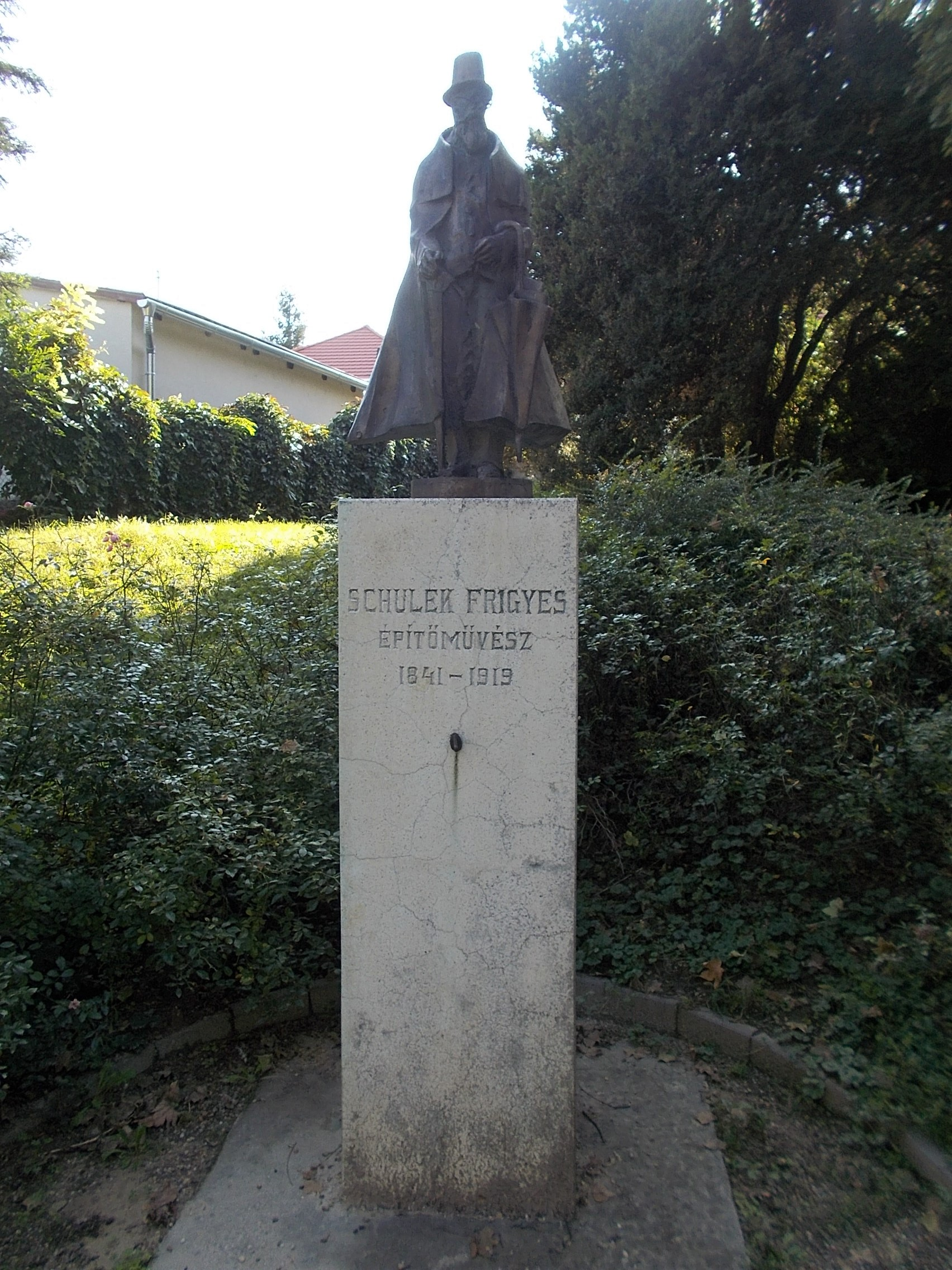
Estatua de Schulek Frigyes (bronce sobre base de piedra caliza en 1989) en el parque del castillo de Szalay, junto a la calle Kossuth Lajos, Balatonlelle, condado de Somogy.
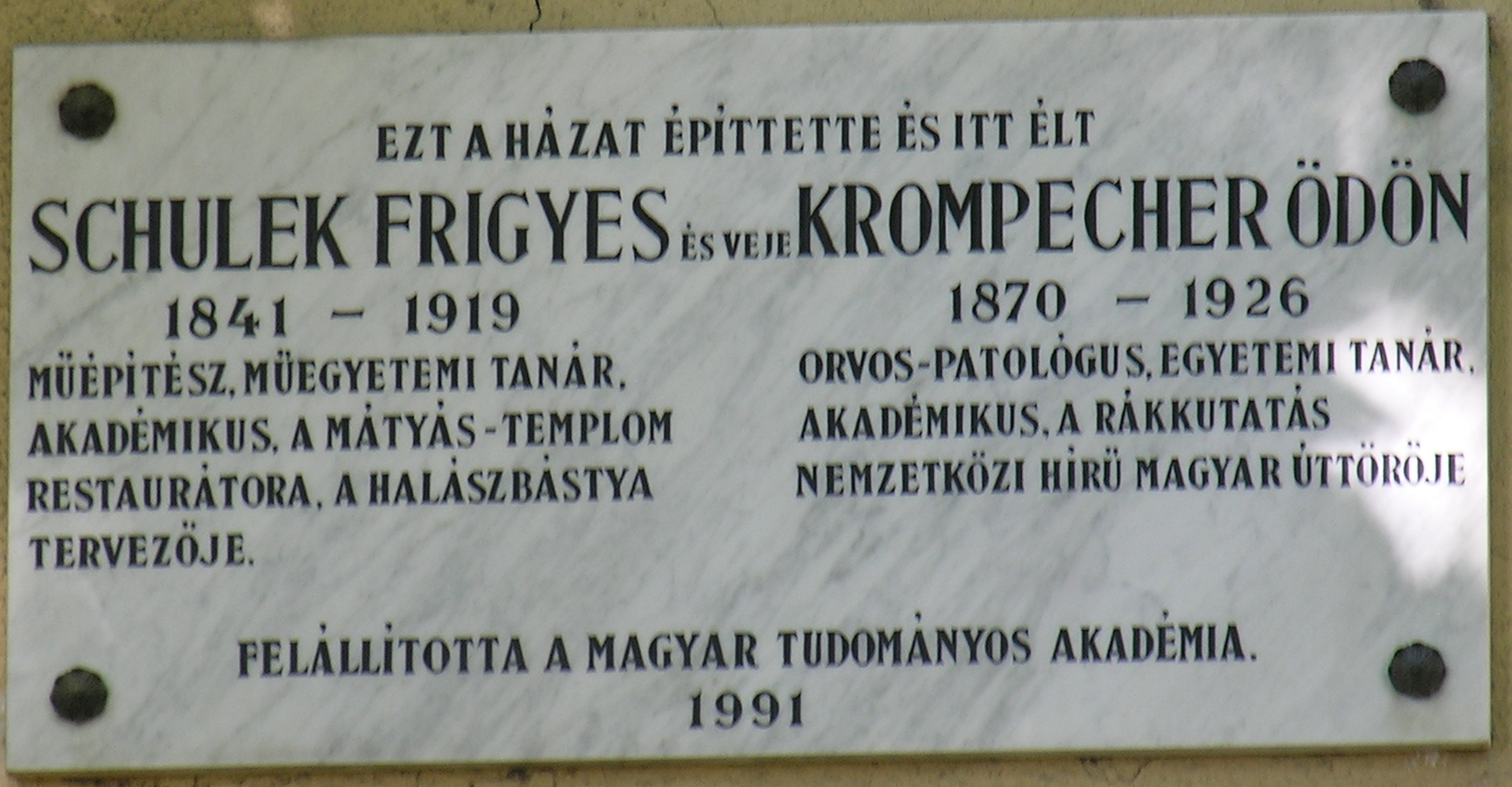
Placa conmemorativa a Schulek Frigyes  y Krompecher Ödön emléktábla, Budapest, XI., Ménesi út 19.
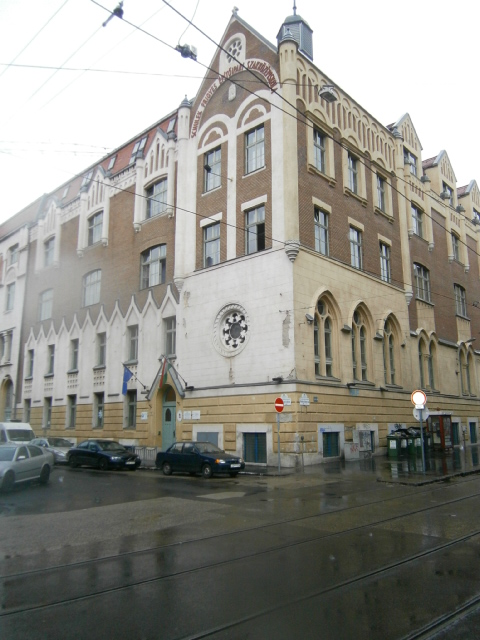
Escuela secundaria bilingüe de Construcción Schulek Frigyes, Budapest, Mosonyi u. 6, 1087

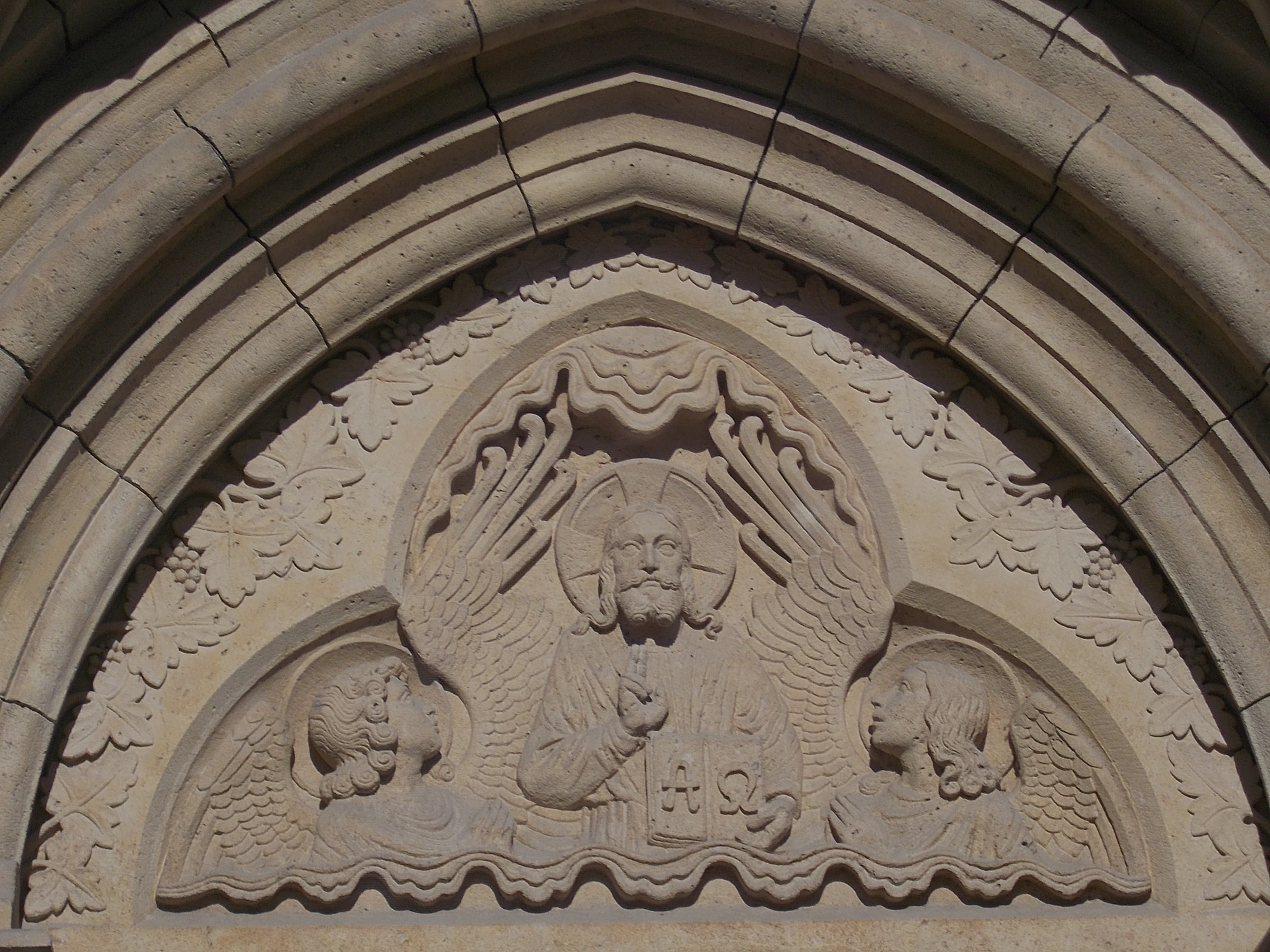
Iglesia de la Asunción en Budavár, copia del relieve 'Majestas Domini' (Iglesia de Matías: Puerta de la Novia), Frigyes Schulek (arquitecto), 1896 (originalmente: 1259), distrito de Várnegyed (Budapest ).
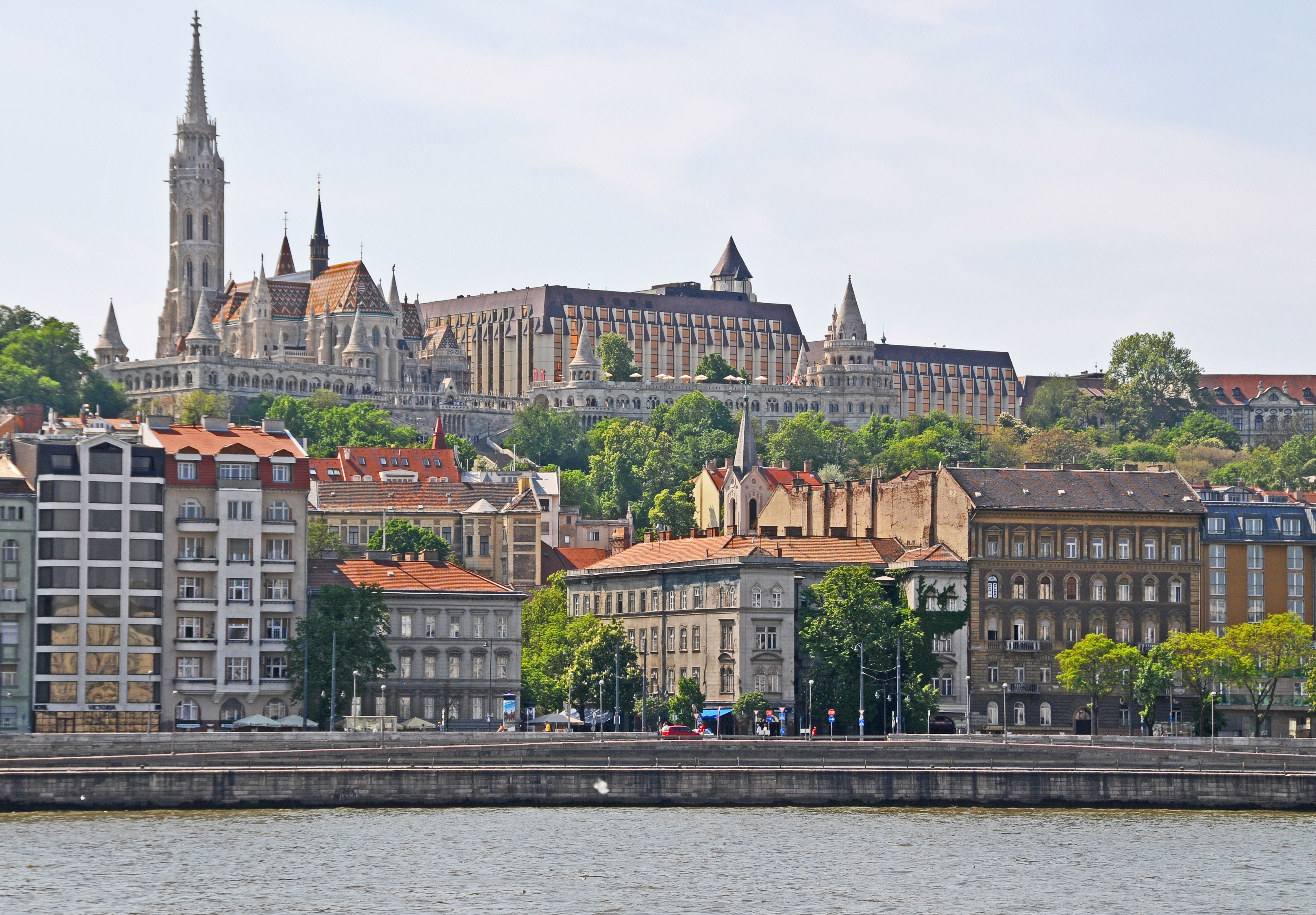
Bastión de los pescadores visto desde el lado de Pest del Danubio. Terraza neogótica y neorrománica a orillas del Danubio en Buda, en la Colina del Castillo, alrededor de la Iglesia de Matías. Diseñado y construida entre 1895 y 1902 según planos de Schulek.
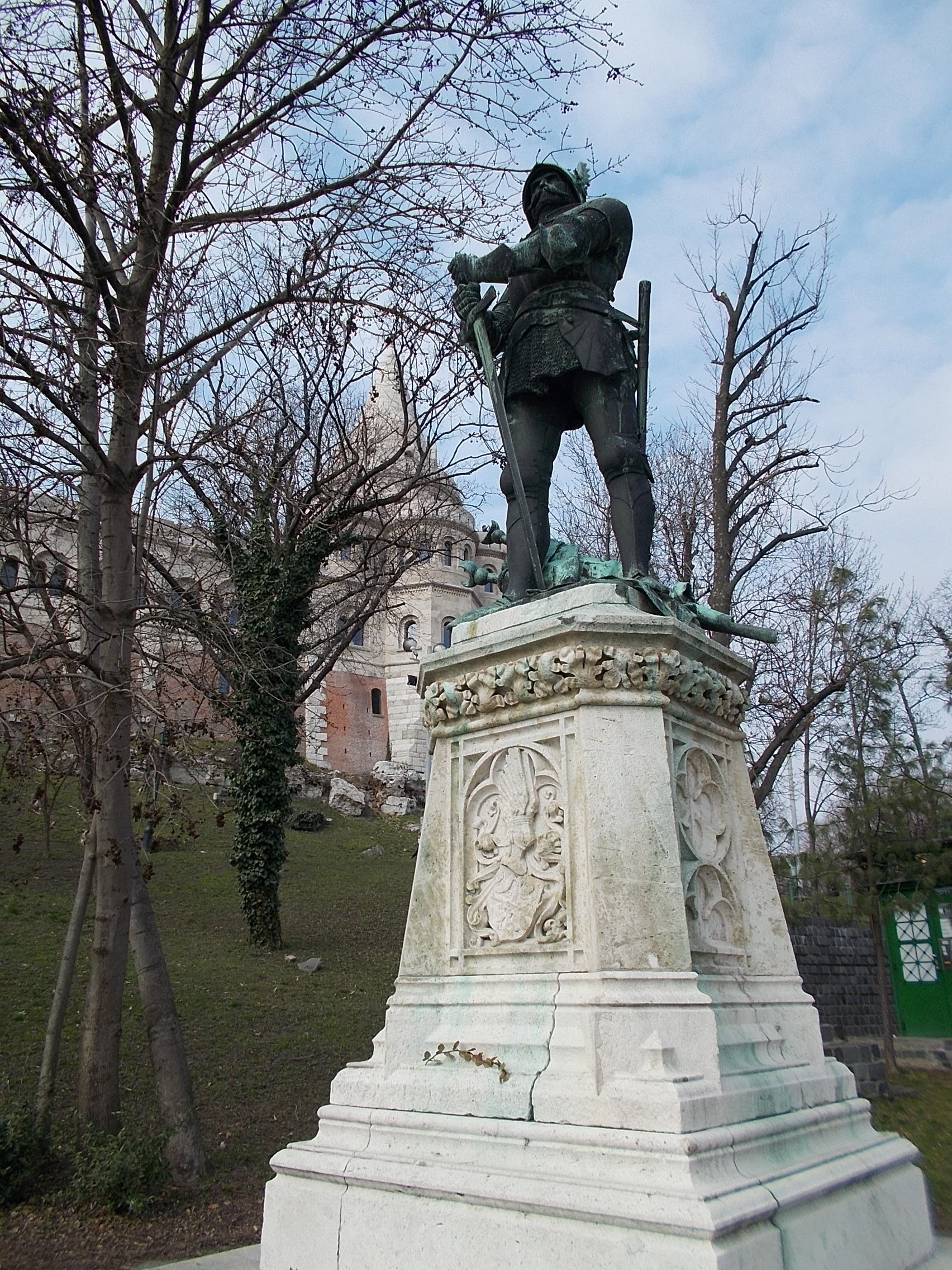
Estatua de János Hunyadi en los pasos de Frigyes Schulek (1407-1456) terrateniente húngaro medieval, regente, uno de los señores de la guerra más destacados del reino húngaro medieval; padre de Mátyás Hunyadi- Budapest, distrito I, distrito de Víziváros..
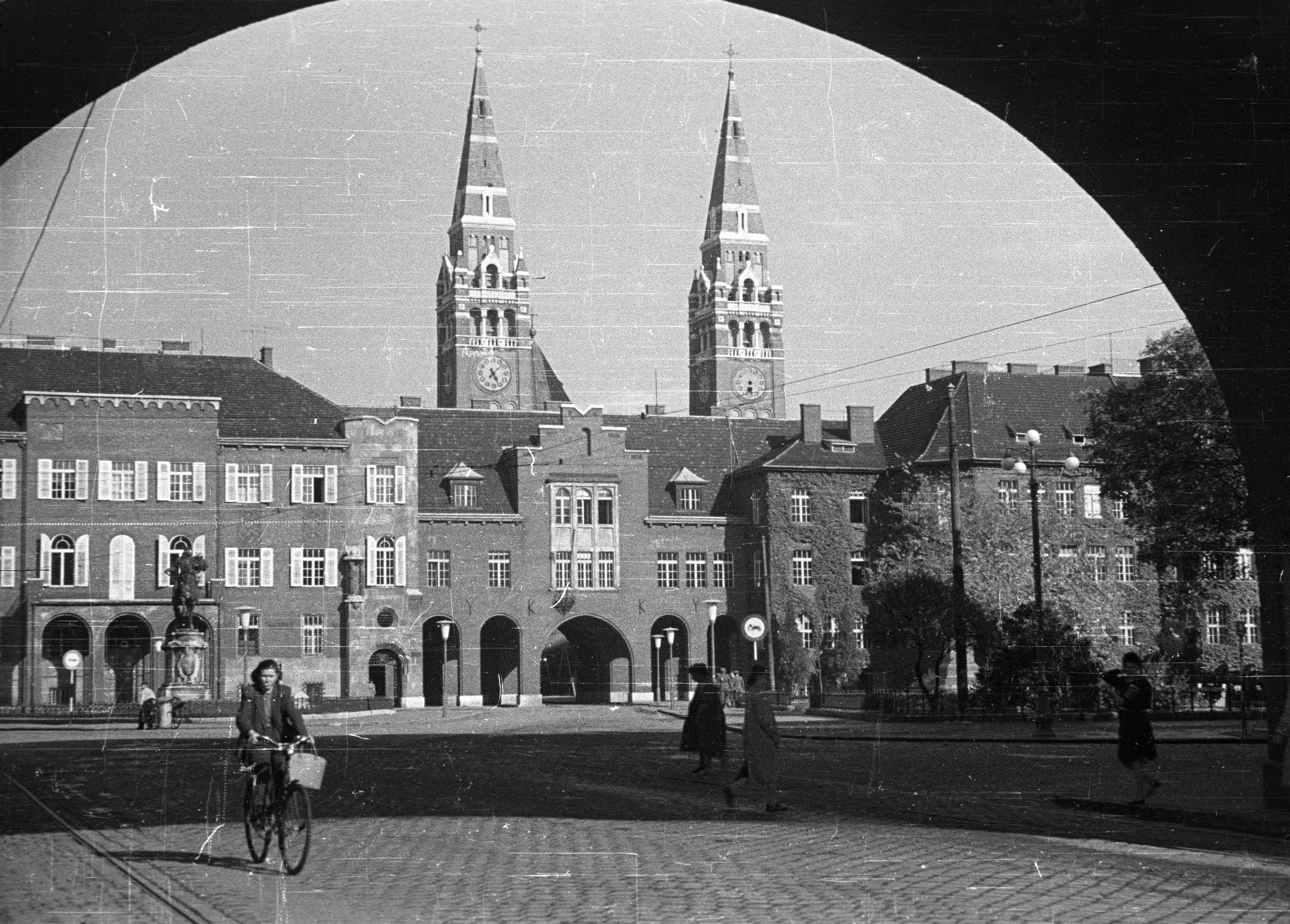
Plaza de los Mártires de Arad. Detrás de los edificios de la universidad está la Iglesia Votiva.
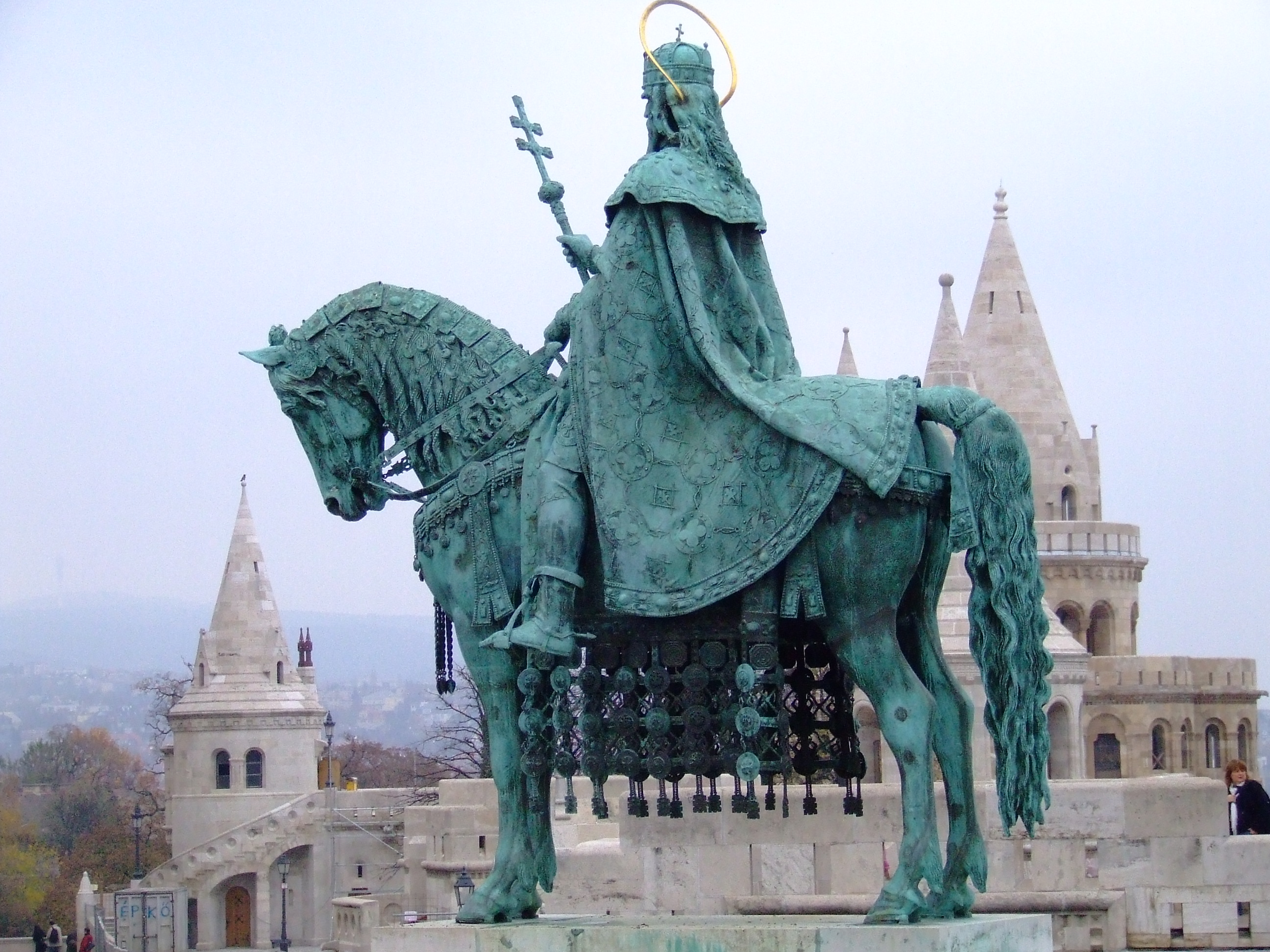
Arquitecto Frigyes Schulek. La estatua ecuestre de San Esteban en el castillo de Buda.
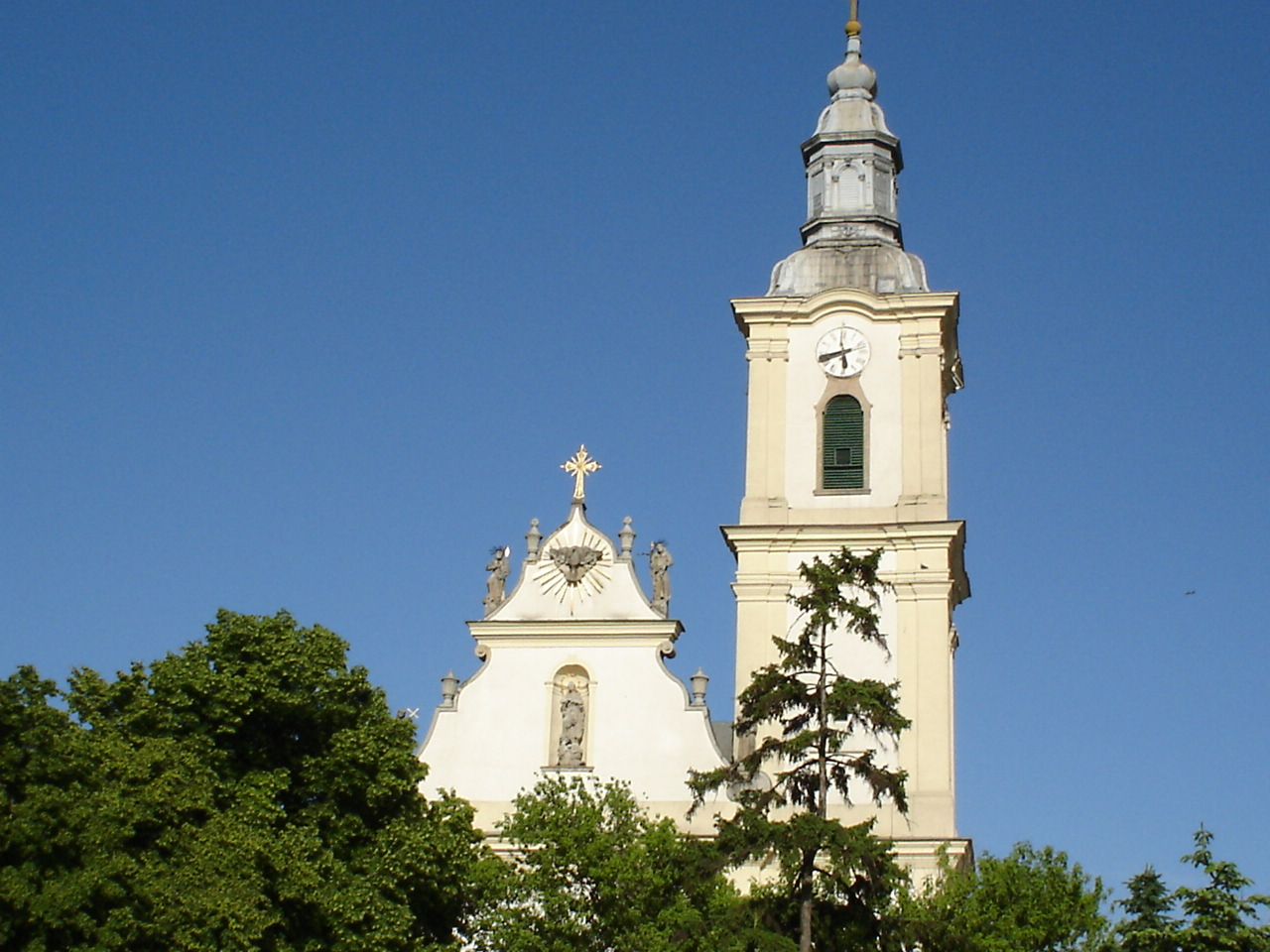
Iglesia franciscana de Nuestra Señora de la Hoz. El edificio fue restaurado en 1910 tras el incendio de 1904 según proyecto de Frigyes Schulek y Kálmán Lux. Condado de Heves, Gyöngyös, plaza de los Amigos.
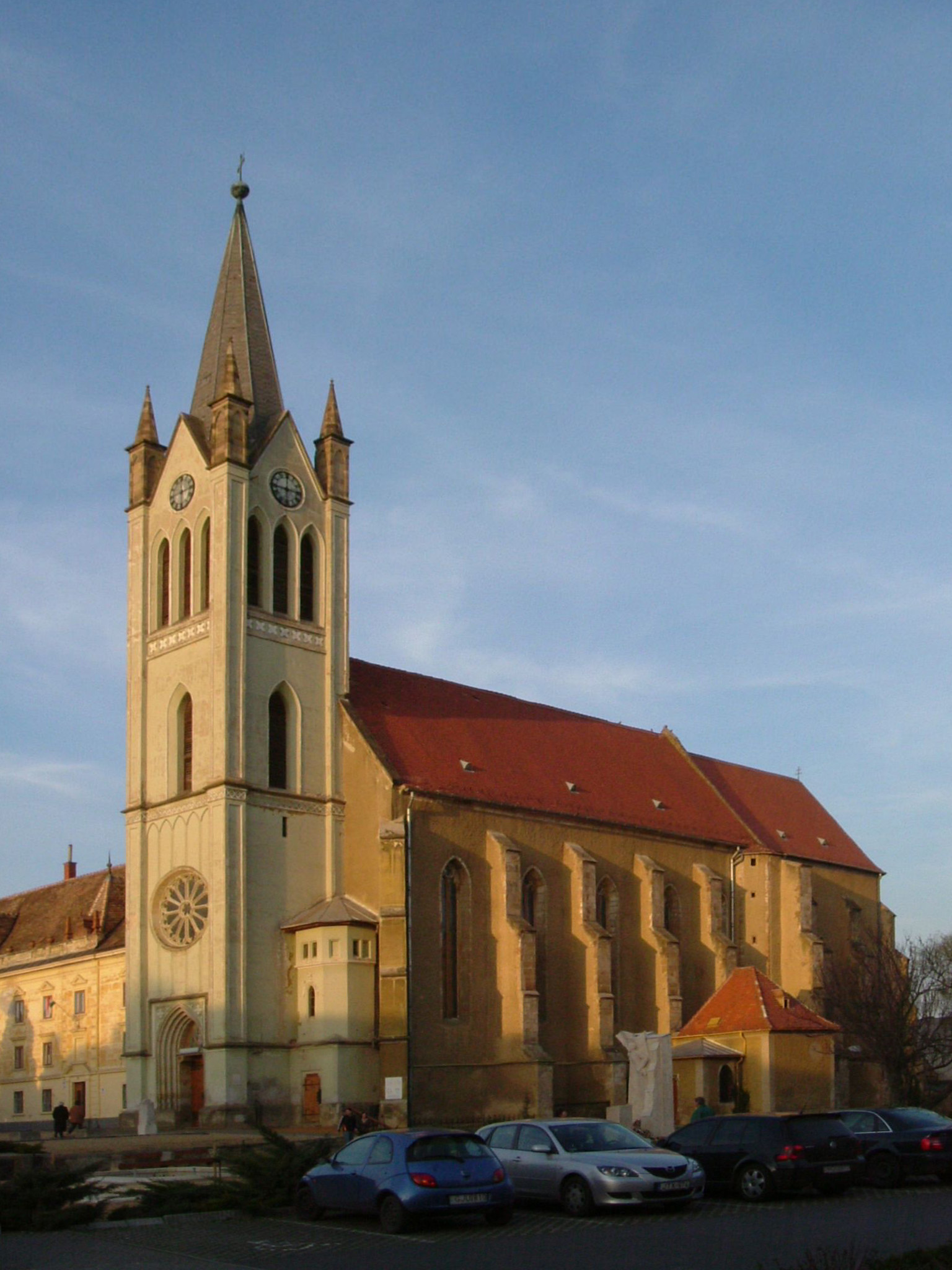
Iglesia parroquial católica de Nuestra Señora de Hungría. La conversión neogótica de la iglesia comenzó en 1896 (bajo la dirección del arquitecto Ottó Sztehlo y Frigyes Schulek). - Keszthely, Plaza Mayor.
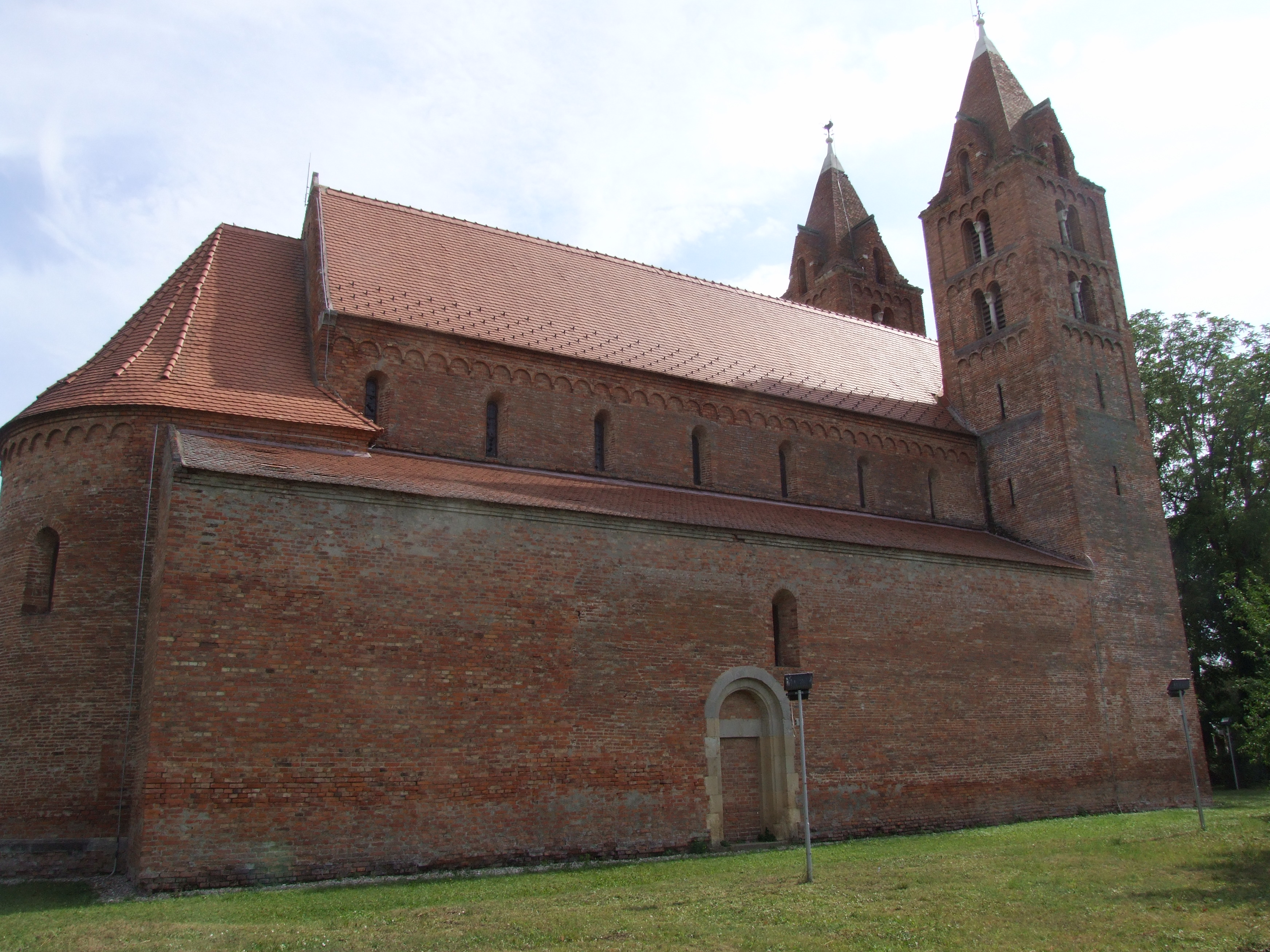
Satu Yegua. Rumania. Iglesia de la abadía. La pared de ladrillo original fue reparada por Frigyes Schulek.